# Estàncies jesuítiques
Les Estances jesuítiques eren antigues estances agropecuàries dissenyades i administrades pels jesuïtes, ubicades a l'actual província de Córdoba a l'Argentina. Els conjunts arquitectònics de cada establiment, sumats a l'illa urbana jesuítica de la ciutat de Córdoba, que era la seu religiosoadministrativa de la Província Jesuítica del Paraguai, van ser declarats Patrimoni de la Humanitat per la UNESCO l'any 2000.
Els jesuïtes van obrir sis estances pels voltants de la província de Córdoba, anomenades Caroya, Jesús María, Santa Caterina, Alta Gràcia, La Candelera i San Ignacio. La granja i el complex, començats el 1615, van haver d'abandonar-los després de la Pragmàtica Sanció de 1767 del rei Carles III d'Espanya, que els va expulsar del continent. Varen passar a administrar-los els franciscans fins a l'any 1853, quan els jesuïtes van tornar al continent americà. Tanmateix, la universitat i l'escola secundària van ser nacionalitzades un any després.
Cada estança té la seva pròpia església i conjunt d'edificis, al voltant dels quals van créixer les ciutats, com a Alta Gràcia, la més propera a l'illa. L'Estança de Sant Ignasi ja no existeix. Els turistes poden visitar l'illa Jesuítica i les Estances; el camí de les Estances Jesuítiques té al voltant de 250 quilòmetres de llarg.